# 谢尔布尔乌帕齐拉
谢尔布尔乌帕齐拉是孟加拉国的一个乌帕齐拉，位于拉傑沙希專區的博格拉县。谢尔布尔塔纳创建于1964年，后于1983年改建制为乌帕齐拉。

## 地理
谢尔布尔乌帕齐拉总面积为295.93平方公里（114.26平方英里）。其北接沙贾汉布尔乌帕齐拉，东邻杜纳特乌帕齐拉，南部与锡拉杰甘杰县接壤，西南部与诺多尔县毗邻，西部与南迪格拉姆乌帕齐拉相邻。

## 人口
据2011年孟加拉国人口普查，谢尔布尔乌帕齐拉共有81753户人家，共计332825人口，其中16.2%生活在城区，9.3%年龄低于五岁。该地7岁以上人口之平均识字率为43.0%，低于全国平均值（51.8%）。